# Northern Fury Football Club
Northern Fury F. C. fue un club de fútbol de Australia situado en la ciudad de Townsville, Queensland.
Se fundó en 2008 como «North Queensland Fury» para competir en la A-League, máxima categoría profesional del país. Sin embargo, solo permaneció allí cuatro temporadas hasta su desaparición en 2011. La entidad fue refundada al año siguiente bajo su nombre actual, manteniendo los colores e identidad del club original.

## Historia

### North Queensland Fury (2008-2011)

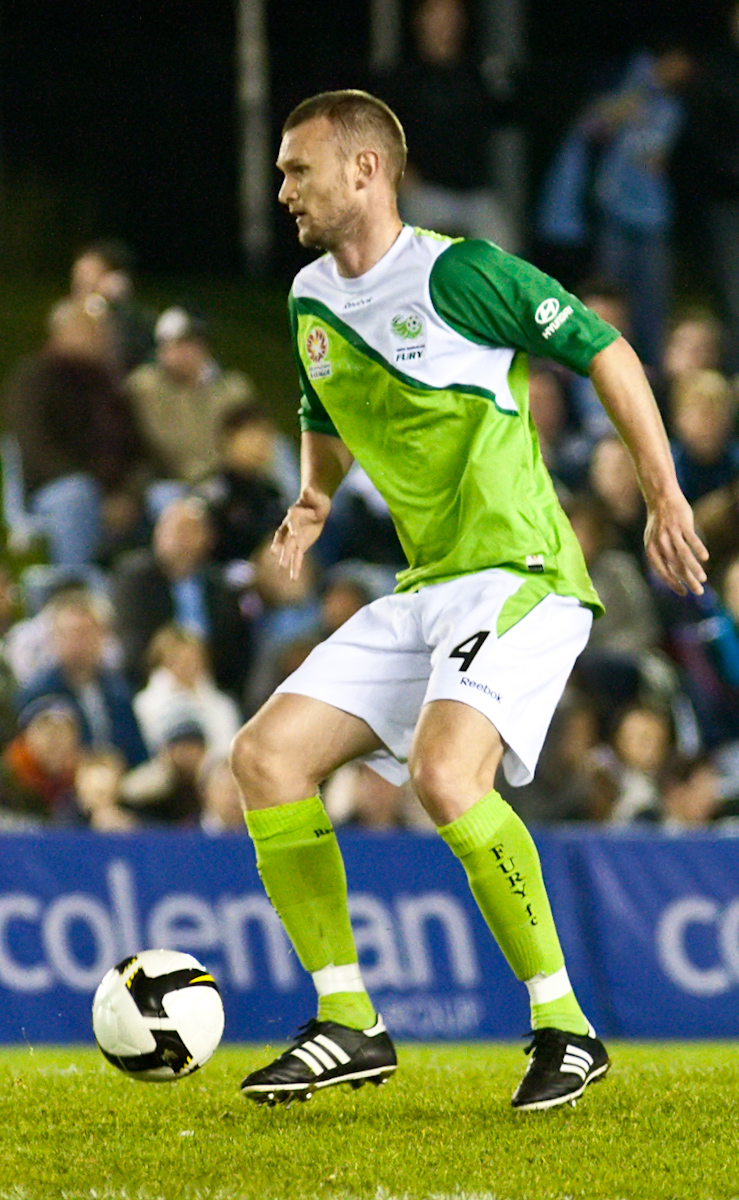
Scott Wilson, exjugador de North Queensland Fury.

North Queensland fue una de las dos primeras franquicias de expansión que tuvo la A-League, cuando amplió el número de participantes en la temporada 2009-10. La ciudad de Townsville (Queensland) quiso hacerse con una plaza desde la desaparición del New Zealand Knights, aunque la Federación de Fútbol de Australia prefirió aceptar la oferta del neozelandés Wellington Phoenix. En 2008 se presentó de nuevo con la candidatura Northern Thunder FC para una de las dos plazas extras sacadas a concurso, pero el principal impulsor se retiró por problemas financieros y la organización pospuso la expansión un año.
Finalmente, el empresario local Don Matheson retomó el proyecto, al que hizo ligeros retoques y otorgó la marca North Queensland Fury. La A-League otorgó al nuevo club a North Queensland Fury una de las dos plazas de expansión del campeonato a partir de la temporada 2009-10, siendo la otra para el Gold Coast United. 
En su temporada de debut, el internacional inglés Robbie Fowler llegó como "jugador franquicia". Sin embargo, la temporada se saldó con una decepcionante séptima posición y la asistencia al campo se situó por debajo de lo esperado. Al año siguiente, el checo František Straka asumió el banquillo y renovó toda la plantilla. Los resultados empeoraron, ya que terminó colista y solo ganó cuatro encuentros de 30.
Con cada vez más dificultades para captar patrocinadores y abonados, el 1 de marzo de 2011 la directiva anunció su renuncia a la franquicia, al no poder pagar los 300.000 dólares necesarios para su inscripción. La Federación de Fútbol de Australia les retiró del torneo en la temporada 2011-12, sin que su plaza fuese cubierta por otro club.

### Northern Fury
El club fue refundado en octubre de 2012 como «Northern Fury», tomando los mismos colores y una denominación social similar. La junta directiva estaba formada por socios y su objetivo era consolidarse en una división semiprofesional, la National Premier League de Queensland. Para ello contrataron al exjugador local Gareth Edds para el banquillo.

## Uniforme
- Uniforme titular: Camiseta verde clara con magas verdes oscuras, pantalón blanco y medias verdes claras.
- Uniforme alternativo: Camiseta blanca y verde, pantalón y medias marrones.

## Estadio
Northern Fury juega como local en Townsville Sports Reserve, un campo municipal con 6500 localidades.
El campo que utilizaba en la A-League era Willows Sports Complex, con aforo para 27.000 espectadores. Su principal uso era para partidos de rugby del North Queensland Cowboys, un equipo de la National Rugby League.